# Вронду
Вронду (на гръцки: Βροντού) е село в Егейска Македония, Гърция, дем Дион-Олимп в административна област Централна Македония.

## География
Селото се намира на около 12 километра северно от демовия център Литохоро и на 16 km от Катерини, в северното подножие на Олимп.

## История
Църквата „Света Троица“ на 4 km над селото е от XIV век. Църквата в Палеа Вронду (Старо Вронду) „Свети Николай“ е от 1876 година.
Селото е основано след Гражданската война (1946 - 1949), когато жителите на Палеа Вронду се местят 4 km на североизток в равнината.
Населението произвежда жито, картофи и се занимава частично и със скотовъдство - овчарство и козарство.
| Име        | Име         | Ново име    | Ново име     | Описание                                                            |
| ---------- | ----------- | ----------- | ------------ | ------------------------------------------------------------------- |
| Дим Форада | Ντίμ Φοράδα | Димос       | Δήμος        |                                                                     |
| Низамидес  | Νιζαμήδες   | Палеохорафа | Παλαιοχοραφα | Местност в Олимп на ЮЗ от Вронду, З от Страпокамени                 |
| Ано Ронгия | Άνω Ρογγιά  | Клири       | Κλήροι       |                                                                     |
| Бубара     | Μπούμπαρα   | Пикнофитон  | Πυκνόφυτον   |                                                                     |
| Бара       | Μπάρα       | Лимни       | Λίμνη        | местност в подножието на Олимп на З от Вронду                       |
| Палибаши   | Παλιμπάσι   | Криовриси   | Κρυόβρυση    | връх в Олимп на З от Вронду (503 m)                                 |
| Богази     | Μπογάζι     | Агия Триас  | Άγιατριάς    | местност в Олимп на ЮЗ от Вронду, на С под връх Барбалос (1847,3 m) |

| Година    | 1913 | 1920 | 1928 | 1940 | 1951 | 1961 | 1971 | 1981 | 1991 | 2001 | 2011 | 2021 |
| --------- | ---- | ---- | ---- | ---- | ---- | ---- | ---- | ---- | ---- | ---- | ---- | ---- |
| Население |      |      |      |      |      | 1195 | 1493 | 1541 | 1800 | 2081 | 1902 | 1762 |

Впечатляващо събитие в селото е ежегодният карнавал във Вронду.